# Saiki
Saiki (佐伯市, Saiki-shi) est une municipalité ayant le statut de ville dans la préfecture d'Ōita, au Japon.

## Géographie

### Situation
Saiki est située dans l'est de l'île de Kyūshū, au bord de la mer de Hyūga.

### Municipalités limitrophes
| Bungo-ōno | Usuki   | Tsukumi      |
| Hinokage  | Saiki   | mer de Hyūga |
| Nobeoka   | Nobeoka | mer de Hyūga |

### Démographie
En avril 2022, la ville de Saiki avait une population estimée à 67 899 habitants répartis sur une superficie de 903,11 km2.

### Climat
Saiki a un climat subtropical humide avec des étés chauds et des hivers frais. Les précipitations sont importantes tout au long de l'année, mais un peu plus faibles en hiver. La température annuelle moyenne à Saiki est de 16,7 °C et les précipitations annuelles sont de 2 118,9 mm, septembre étant le mois le plus humide.

## Histoire
La ville moderne de Saiki a été créée le 3 mars 2005, de la fusion des anciens bourgs de Saiki, Kamae, Kamiura, Tsurumi, Ume et Yayoi, et des anciens villages de Honjō, Naokawa et Yonōzu.

## Transports
Saiki est desservie par la ligne principale Nippō de la compagnie JR Kyushu. La gare de Saiki est la principale gare de la ville.
La ville possède un port.

## Jumelage
La ville est jumelée avec :
- Handan (Chine)
- Gladstone (Australie)

## Personnalités liées à la municipalité
- Jiichirō Date (1952-2018), champion olympique de lutte libre en 1976, est né à Saiki.
- Le mangaka Ichirō Tominaga y a vécu une partie de sa vie.
- Nobuko Iwaki, femme politique japonaise.